# Eka
Eka – w gwarze poznańskiej miejska grupa koleżeńska pochodząca z jednej dzielnicy lub okolicy; także powiązana terytorialnie grupa złodziejska.
Nazwa pochodzi od poznańskiej grupy bikiniarzy, którzy wspólnie spędzali razem wiele czasu na rogach (niem. Ecke) ulicy. Grupa taka poruszała się maszerując szeregiem, jeden za drugim, krok w krok, w kolejności od najniższego (prowokatora awantur) do herszta. Pomiędzy członkami różnych grup dochodziło do bójek. Wzorowali się na popkulturze Zachodu, co było zwalczane przez rządzących komunistów; słuchali i tańczyli rock and rolla; nosili fryzury á la Presley i niebieskie zamszowe buty nawiązujące do jednej z pierwszych rockandrollowych piosenek Blue Suede Shoes. Podczas Poznańskiego Czerwca w 1956 roku wzięli czynny udział w walkach zbrojnych pod  hasłami wolnościowymi.
Najbardziej znana, tzw. Eka z Małeki (z ulicy Małeckiego w poznańskiej dzielnicy Łazarz), została upamiętniona użyciem tej nazwy w nazwie jednego z poznańskich skwerów. W roku 2006 Włodzimierz Frąckiewicz nakręcił film dokumentalny "Eki z Małeki na Ubeki".